# The Mayfield Four
Mayfield Four – zespół założony przez szkolnych kolegów latem 1996 roku w Spokane.
Pierwotny skład zespołu to Myles Kennedy (wokal/gitara wiodąca), Zia Uddin (perkusja), Marty Meisner (bas), Craig Johnson (gitara). Kennedy i Uddin grali razem już wcześniej w szkolnym zespole Bittersweet. Pierwszy album studyjny Fallout wydali w maju 1998, kolejny Second Skin w czerwcu 2001 roku. Po nagraniu drugiej płyty, z zespołu odszedł Craig Johnson, zastąpił go Alessandro Cortini. Grupa postanowiła zakończyć działalność w 2002 roku. W chwili obecnej każdy z muzyków zaangażowany jest w działalność muzyczną w różnych zespołach m.in. Alter Bridge Myles Kennedy i International Heroes Zia Uddin.

## Dyskografia

### Albumy
- Fallout (1998)
- Second Skin (2001)

### Live EP
- Motion (1997)

### Demo
- Thirty Two Point Five Hours (1996)

### Single
- "Sick and Wrong"
- "Eden"
- "Don't Walk Away"
- "Always"